# اس‌اواس (آلبوم سیزا)
اس‌اواس (انگلیسی: SOS) دومین آلبوم استودیویی خواننده-ترانه‌سرای آمریکایی سیزا است. این آلبوم در ۹ دسامبر ۲۰۲۲ از طریق تاپ داگ اینترتیمنت و آرسی‌ای رکوردز منتشر شد. در این آلبوم هنرمندان مهمان شامل دان تالیور، فیبی بریدجرز، تراویس اسکات، و اول درتی بسترد فقید حضور دارند. در تهیهٔ این آلبوم، سیزا با تهیه‌کنندگان و ترانه‌سرایان مختلفی مانند بیبی‌فیس، جف بسکر، بنی بلانکو، رودنی جرکینز و لیزو کار کرد. این آلبوم ادامهٔ آلبوم پیشین سیزا، کنترل (۲۰۱۷) است.
پیش از این آلبوم، سه تک‌آهنگ «روزهای خوب»، «از تو متنفرم» و «پیراهن» منتشر شدند. دو تک‌آهنگ نخست و همین‌طور تک‌آهنگ چهارم، «هیچ‌کس مرا تحویل نمی‌گیرد»، در بین ۱۰ تای برتر بیلبورد هات ۱۰۰ قرار گرفتند. پنجمین تک‌آهنگ، «بیل را بکش»، نخستین ترانهٔ سیزا بود که در صدر این جدول قرار گرفت. اس‌اواس مورد تحسین گستردهٔ منتقدان قرار گرفت و به‌دلیل آوای متنوع و طرز آواز سیزا ستایش شد. چندین نشریهٔ رسانه‌ای آن را یکی از بهترین آلبوم‌های سال ۲۰۲۲ رتبه‌بندی کردند. برای تبلیغ این آلبوم، سیزا از فوریه تا اکتبر ۲۰۲۳ یک تور کنسرت در آمریکای شمالی و اروپا به نام تور اس‌اواس برگزار کرد.
اس‌اواس نخستین آلبوم سیزا بود که به صدر جدول بیلبورد ۲۰۰ رسید و رکورد بزرگ‌ترین هفتهٔ استریم یک آلبوم آراندبی را در ایالات متحده شکست. این آلبوم ده هفته غیر متوالی را در صدر این جدول سپری کرد و تبدیل به آلبوم زن نامبروان با طولانی‌ترین مدت سپری‌شده در این جایگاه در دهه شد و از زمان ویتنی (۱۹۸۷) اثر ویتنی هیوستون، نخستین آلبوم آراندبی بود که هفت هفتهٔ نخست خود را در صدر جدول سپری کرد.